# Râul Secaș, Sebeș
Râul Secaș este un curs de apă, afluent al râului Sebeș. 